# Pablo Gabas
Pablo Daniel Antonio Gabas (Paraná, Entre Ríos, Argentina, 21 de abril de 1982) es un exfutbolista, presentador de televisión y comentarista deportivo argentino, nacionalizado costarricense. Jugaba de mediocampista y su último equipo fue el Alajuelense de la Primera División de Costa Rica. Actualmente es presentador de un programa de televisión llamado Conexión Fútbol de Repretel canal 11 y comentarista en Deportes Repretel canal 4, 6 y 11.

## Trayectoria
Inició su carrera internacional en Patronato de Argentina donde debutó el 2001. Se trasladó a Costa Rica para jugar con la Asociación Deportiva Santa Bárbara por préstamo del Necaxa, donde hizo su debut en la Primera División de Costa Rica un domingo 15 de septiembre del 2002 en el estadio Carlos Alvarado de Santa Bárbara.  Su primer gol lo anotó un domingo 22 de septiembre del 2002 en el estadio Allen Riggioni de Grecia ante Carmelita. Posteriormente, en el año 2004 fichó para Alajuelense, con el cual jugó la Copa de Campeones de la CONCACAF de 2005 y 2006, y también la Copa Sudamericana 2006. En el 2008 regresó al fútbol mexicano para militar nuevamente en el Necaxa. A mediados de 2009 volvió a fichar para Alajuelense donde salió de préstamo por 1 año para unirse al Querétaro FC de la Liga Mexicana. El 1 de julio de 2013 se hace oficial la compra de su ficha por parte del Querétaro FC de la Liga MX. El 22 de mayo de 2018 mediante un comunicado en su cuenta oficial de Twitter, Pablo Gabas anunció su retiro del Fútbol para dedicarse de lleno a un ambicioso proyecto de Ligas Menores con Liga Deportiva Alajuelense. Según Gabas, no podría vestir los colores de otro equipo y tampoco sería un ejemplo para sus hijos si así lo hiciera. Es el extranjero con más juegos en la historia de Alajuelense.

## Selección nacional
A pesar de haber nacido en Argentina, debutó con la Selección de Costa Rica el 29 de febrero de 2012 en un amistoso ante Gales, ingresando en el segundo tiempo por Rodney Wallace. El partido terminó en victoria de los Ticos por 1-0. También fue citado contra Jamaica y se convertiría en el primer argentino nacionalizado en jugar para esta selección. Anteriormente en 2011 ya había sido convocado para los amistosos contra Panamá y España. Es uno de 7 extranjeros que se naturalizaron y jugaron con la selección nacional.

## Clubes
| Club                  | País       | Año         | Partidos | Goles |
| --------------------- | ---------- | ----------- | -------- | ----- |
| CA Patronato          | Argentina  | 2001        | ?        | ?     |
| Newell’s Old Boys     | Argentina  | 2001        | ?        | ?     |
| Club Necaxa           | México     | 2001 - 2002 | 17       | ?     |
| Santa Bárbara         | Costa Rica | 2002 - 2003 | 20       | 8     |
| L.D Alajuelense       | Costa Rica | 2004 - 2008 | 105      | 20    |
| Club Necaxa           | México     | 2008 - 2009 | 20       | 1     |
| L.D Alajuelense       | Costa Rica | 2009 - 2013 | 106      | 26    |
| Querétaro Fútbol Club | México     | 2013        | 19       | 1     |
| Chiapas Fútbol Club   | México     | 2013 - 2014 | 4        | 0     |
| L.D Alajuelense       | Costa Rica | 2014 - 2018 | 48       | 13    |

## Palmarés

### Títulos nacionales
| Título                         | Equipo            | País       | Año  |
| ------------------------------ | ----------------- | ---------- | ---- |
| Primera División de Costa Rica | L. D. Alajuelense | Costa Rica | 2005 |
| Primera División de Costa Rica | L. D. Alajuelense | Costa Rica | 2010 |
| Primera División de Costa Rica | L. D. Alajuelense | Costa Rica | 2011 |
| Primera División de Costa Rica | L. D. Alajuelense | Costa Rica | 2011 |
| Supercopa de Costa Rica        | L. D. Alajuelense | Costa Rica | 2012 |
| Primera División de Costa Rica | L. D. Alajuelense | Costa Rica | 2012 |

### Títulos internacionales
| Título                           | Equipo            | País                                    | Año  |
| -------------------------------- | ----------------- | --------------------------------------- | ---- |
| Liga de Campeones de la Concacaf | L. D. Alajuelense | Norteamérica, Centroamérica y el Caribe | 2004 |
| Copa Interclubes de la Uncaf     | L. D. Alajuelense | Centroamérica                           | 2005 |